# Flaga województwa lubuskiego
Flaga województwa lubuskiego – symbol województwa lubuskiego. Flaga ta to prostokątny płat tkaniny o proporcjach szerokości do wysokości 8:5 i barwach województwa ułożonych w poziomych pasach, gdzie górny jest żółty, dolny zielony, natomiast pas środkowy podzielony został na dwa mniejsze w barwach białej i czerwonej.
W wersji uroczystej flagi województwa lubuskiego centralnie umieszczony jest herb województwa. Uroczysta odmiana flagi stanowi flagę urzędową województwa lubuskiego.
Flaga została ustanowiona w 2000 roku.
Barwy flagi zostały wzięte z herbu województwa. W 2009 roku zarząd województwa przedstawił specyfikację kolorów.
| Barwa flagi | Skala RGB         | System Pantone   | System RAL |
| ----------- | ----------------- | ---------------- | ---------- |
| żółta       | R:255 G:245 B:0   | Process Yellow C | 1026       |
| biała       | R:255 G:255 B:255 | Trans. White C   | 9003       |
| czerwona    | R:218 G:37 B:29   | 485 C            | 3020       |
| zielona     | R:0 G:146 B:63    | 362 C            | 8023       |